# Microcoelia konduensis
Microcoelia konduensis là một loài thực vật có hoa trong họ Lan. Loài này được (De Wild.) Summerh. mô tả khoa học đầu tiên năm 1943.